# Maude de Gloucester
 (janvier 2022).
Maude de Gloucester, également appelée Mathilde, née aux environs de 1120, était une noble anglo-normande, et par son mariage avec Ranulph de Gernon, 4e comte de Chester, elle est devenue comtesse de Chester,,.

## Famille
Maude était la fille de Robert, 1er comte de Gloucester, fils illégitime du roi Henri Ier d'Angleterre, et de Mabel FitzRobert, fille et héritière de Robert Fitzhamon, seigneur de Gloucester. Elle est la nièce de Mathilde l'Emperesse.  Ses frères étaient William FitzRobert, 2e comte de Gloucester et Roger, évêque de Worcester. 
Avant 1135, elle épousa Ranulph de Gernon, 4e comte de Chester. À partir de ce moment, elle a été autorisée à utiliser le titre de Comtesse de Worcester. De leur mariage, qui a formé une alliance entre deux des maisons les plus puissantes d'Angleterre à l'époque, est venu au monde au moins un enfant, Hughes de Kevelioc, 5e Comte de Chester (1147-1181).

## Implications
Maude de Gloucester eut une implication politique dans la gestion des terres du Gloucestershire. Elle reçut de son père des terres près de Chipping Campden dans le Gloucestershire entre 1141 et 1145. Ce don permit de résoudre une situation politiquement délicate. En effet, ces terres faisaient partie du Comté de Chester depuis 1086. Le père de Maude a probablement reçu ce territoire durant la guerre civile en Angleterre à la suite du débarquement de Mathilde l'Emperesse, demi-sœur de Robert, en 1139. Robert de Gloucester, par ce don, permit de retourner les terres sous la possession du Comté de Chester. Ces terres étaient d'une importance stratégique autant pour son père, Robert de Gloucester, que pour son conjoint, Ranulph de Gernon. De cette façon, la dispute politique et familiale se régla.
Parfois, elle était impliquée dans les actes administratifs de son mari. En 1147-1148, elle a signé son certificat dans lequel il a fait un don aux moines de Lenton dans le Nottinghamshire. Elle a également aidé les monastères elle-même en faisant don de domaines au prieuré de Belvoir dans le Leicestershire au moment de son mariage avec Ranulph et au Prieuré de Repton dans le Derbyshire au début des années 1150, nouvellement fondée.
Selon une rumeur non prouvée[Interprétation personnelle ?], elle aurait empoisonné son mari avec l'aide de William Perverell de Nottingham.
À la suite du décès de Ranulph, en décembre 1153, Maude est veuve pendant une période considérable de 36 ans. De 1153 à 1162, son fils est mineur et elle est sa tutrice.  Elle est bienfaitrice des églises et fait des dons au prieuré de Repton, qu'elle apprécie particulièrement. En 1185, une source[Laquelle ?] rapporte qu'elle possédait pour 400 livres de domaines près de Waddington, dans le Lincolnshire .

## Décès
Elle meurt le 29 juillet 1190, à l'âge d'environ 70 ans,.